# 山瀬幸人
山瀬 幸人（やまぜ さちと、1855年4月6日（安政2年2月20日）- 1936年（昭和11年）12月3日）は、明治時代の政治家、実業家。新聞経営者。衆議院議員（1期）。

## 経歴
のちの鳥取県出身。鳥取藩校尚徳館に学ぶ。1876年（明治9年）教員となり、小学校訓導、倉吉農学校（現鳥取県立倉吉農業高等学校）校長を歴任する。のち戸長を経て、1885年（明治18年）鳥取県会議員に当選し、常置委員、議長を務める。また、国会開設請願運動に奔走し、同志と共に1882年（明治15年）西北自由党を組織し、1884年（明治17年）山陰義塾を創立した。1889年（明治22年）久米会を組織した。ほか、東伯郡参事会員、県農会長、地方森林会議員、倉吉町会議員、学務委員などを歴任した。
実業家としては養蚕に従事する傍ら、鳥取新報社員となったのち因伯時報社を創設した。
1890年（明治23年）7月の第1回衆議院議員総選挙では鳥取県第2区から無所属で出馬し当選。衆議院議員を1期務めた。

## 親族
- 曾孫 山瀬理桜（ハルダンゲルヴァイオリニスト、作曲家）